# Hemeroplanis irrecta
Hemeroplanis irrecta là một loài bướm đêm trong họ Erebidae.